# Charābāt
Charābāt oder Kharabat ist ein literarischer Begriff aus dem Bereich der persischen Literatur, und hier speziell aus dem Bereich des Sufismus. Der Begriff bezeichnet ebenfalls das afghanische Musik- und Künstlerviertel in Kabul.

## Etymologie und Bedeutung
Charābāt ist die Pluralform von charāba (arabisch خرابة, DMG ḫarāba ‚Ruine, Trümmerstätte‘). Im Persischen hat es die zusätzlichen Bedeutungen „Taverne“, „Spielkasino“ und „Bordell“.
Nach dem Wörterbuch von Dehchoda sowie nach dem von Heinrich F. J. Junker und Bozorg Alavi herausgegebenen Persisch-Deutschen Wörterbuch hat Xarābāt verschiedene Bedeutungen wie „(Wein)schenke“, Taverne, Ruine und „Meditationszentrum“. Der „Pir-e Charābāt“ (persisch پير خرابات, DMG pīr-e ḫarābāt) ist der weise „Saki“ (von arabisch ساقى, DMG sāqī ‚Schenke, Mundschenk‘), in der Mystik eine Allegorie für Gott.
Charābāt taucht in der Zeit der islamischen Renaissance auf, als die Sufi-Dichter und Denker in der islamischen Mystik versuchten, die antiken philosophischen Literaturbegriffe u. a. Antinomien im iranischen Kulturkreis (Iran, Afghanistan, Tadschikistan und in anderen zentralasiatischen Staaten sowie Nordindien) wiederzubeleben.
Charābāt-e Moghān (persisch خرابات مغان) ist ein zorastrischer Tempel, in dem auch eine „Feuerstelle“ oder „Sonne betreffend“ ist. Moghan bzw. Mogana bedeutet „zoroastrisch betreffend“. Joseph von Hammer-Purgstal übersetzte das Gedicht Dar Charābāt-e Moghān von Hafis als „in der Magenschenke“ (Ich werde in der Magenschenke Das Licht des Herren sehen.) Außerdem steht Moghan für Namen vieler Orten im iranischen Kulturkreis u. a. auch in Azarbaijan.
Attar und Rumi verwendeten den Begriff Charābāt, wobei ihn Rumi zu einer Institution machte. Manche iranische Historiker bringen das Wort mit Chorābād („Stadt der Sonne“) bzw. Liebe zum Mithraskult in Zusammenhang. Sie weisen auf sein Werk Diwan-e Schams-e Tabrizi hin, in dem er seine Liebe zur Sonne in der Personifizierung von Schams-e Tabrizi, „Sonne von Tebriz“ ausdrückte.
Bei Rumi bedeutet Charābād die Versinnbildlichung jenes Orts, in dem die Menschen den schönen Künsten nachgehen konnten, Künste, die in jener Zeit „verpönt“ waren. Mittels Kunst und Kultur, Singen und Tanzen, Musizieren und Meditieren kann die Hingabe zu Gott verwirklicht werden und durch die geistige Haltung kann der Mensch geläutert werden. Damit kann sich der Mensch mit Gott verbinden. Geistreicher Tropfen wie das Trinken von May (mittelpersisch für „Wein“) ist hier genauso erlaubt wie Tanz und Musik. Die geistige Bedeutung des Weins haben die Dichter der persischen Literatur vor und nach ihm wie Chajjam und Hafis usw. in ihren Lieder besungen. Liebe, Humanismus und Menschenwürde waren die zentralen Themen der Dichter des iranischen Kulturkreises wie der Mystiker Saadi, dessen Gedicht auf der Eingangshalle der UNO hängt.
Der Begriff Charābāt und die damit verbundene kulturelle Tradition ist in den überlieferten Gedichten erhalten geblieben. Rumi hat in seinen Gedichten die Musikinstrumente Tschang (persische Winkelharfe) und Daf (Rahmentrommel), Setar (Langhalslaute), Tanbur (Langhalslaute), Rubab (Zupflaute), Sornay (Oboeninstrument) und Nay (Schilfrohr-Flöte) besungen. Das sind teilweise die nach der Tradition bis heute im Kabuler Stadtteil Charābāt gefertigten Instrumente.
Persische Dichter in Indien, insbesondere Amir Chosrau und Abdul Qader Bedel in Indien haben den Begriff weiterentwickelt. Viele Orte wie Charābāt wurden in den islamischen Sultanaten in Indien und Zentralasien errichtet, Enklaven also, in denen die Musiker unter schwierigen Bedingungen sangen, Musikinstrumente spielten und die Musikinstrumente des Kulturkreises wiederbelebten wie jene Charābāt-Musiker in der Altstadt von Kabul.

## Charābāt als Musik- und Künstlerviertel in Kabul
In der Kabuler Altstadt, unweit von Hinduguzar (Stadtteil mit Hindu und Sikhs) befindet sich das Künstler- und Musikviertel „Charābāt“. Das Viertel gleicht einem großen Konservatorium der indischen Schule des Persischen in Patiala. Hier wird Musik und Gesang von einer Generation zur nächsten weitergegeben. In Charābād befindet sich eine Anzahl von Werkstätten, in denen auch heute noch die typischen indo-iranischen Musikinstrumente gebaut werden. In dieser Altstadt wurden die großen afghanischen Musiker geboren, die insbesondere die Lieder der indischen Dichter sangen z. B. Qasem Jo oder (Ustad Qasemi) Sarahang. Während der Zeit der Taliban sind viele Musiker des historischen Stadtteils ausgewandert.

### Berühmte Musiker von Charābāt
- Qasem Jo als, „Vater der modernen afghanischen Musik“
- Ghulam Hossein, Gründer der Musikgruppe in Charābāt und Dozent der internen Musikschule des afghanischen Rundfunks Radio Television Afghanistan (RTA)
- Mohammad Omar, Rubab-Spieler
- Ghulam Dastagir Shaida Sänger der Gedichte von Saadi und Hafis
- Amir Mohammad, Sänger der persischen Dichtung und Rubab-Spieler
- Rahim Baksh, Ghazalsänger und Leiter von Charābāt
- Mohamed Hussein Sarahang, Leiter von Charābāt, Interpreten und Patialaschüler
- Ustad Zaland nahm zwar vor Gründung von RTA in den von Ustad Qasem Jo und Ghulam Hossein geführten Musikschulen am Unterricht teil, er ist jedoch kein typischer Charābāt-Sänger. Denn die Charābāti, Sänger und Musiker von Charābāt, bildeten eine eigene Musikzunft mit eigenen Werkstätten und sie wohnten bzw. wohnen in der Kabuler Altstadt von Charābāt. Ustad Zaland besang wiederholt „Charābāt“ als Ort der Musik und Meditation u. a. in seinem Lied „Delbarakam bia ba Kabul borem“ (Liebling, lass uns nach Kabul gehen).[4]
- Ustad Abdul Ahmad Hamahang, Sänger des Liedes Kabuljan

### Heutige Charābāt-Musiker
- Sultan Ahmad Hamahang, gehört zu heutigen Generation von Charābāt